# Paravaejovis
Genre
Synonymes
- Hoffmannius Soleglad & Fet, 2008

Paravaejovis est un genre de scorpions de la famille des Vaejovidae.

## Distribution
Les espèces de ce genre se rencontrent dans l'Ouest des États-Unis et dans le Nord-Ouest du Mexique.

## Liste des espèces
Selon The Scorpion Files (25/08/2020) :
- Paravaejovis confusus (Stahnke, 1940)
- Paravaejovis diazi (Williams, 1970)
- Paravaejovis eusthenura (Wood, 1863)
- Paravaejovis flavus (Banks, 1900)
- Paravaejovis galbus (Williams, 1970)
- Paravaejovis gravicaudus (Williams, 1970)
- Paravaejovis hoffmanni (Williams, 1970)
- Paravaejovis pumilis (Williams, 1970)
- Paravaejovis puritanus (Gertsch, 1958)
- Paravaejovis schwenkmeyeri (Williams, 1970)
- Paravaejovis spinigerus (Wood, 1863)
- Paravaejovis waeringi (Williams, 1970)

## Publication originale
- Williams, 1980 : « Scorpions of Baja California, Mexico, and adjacent islands. » Occasional Papers of the California Academy of Sciences, no 135, p. 1-127 (texte intégral).